# Revisionsansökning
Revisionsansökning kallades förr i Sverige det ordinära rättsmedel som användes för fullföljd av talan från hovrätt till högsta instansen. Numera är termen ersatt med överklagande.
I mål som inkommit till hovrätt genom vad och även i tvistemål som instämts till hovrätt, fullföljdes, med några undantag, talan mot hovrättens slutliga utslag genom revisionsansökning. Dessutom kom detta rättsmedel till användning mot ett av hovrätt meddelat beslut under rättegången, nämligen mot beslut varigenom hovrätt, utan att skilja målet från sig, dömt till värjemålsed. I fråga om fullföljd av talan ansågs ett sådant beslut som ett slutligt utslag. 
Beträffande mål som fullföljts till hovrätt genom vad var principen att part haft rätt att genom revisionsansökning överklaga hovrättens slutliga utslag. Från denna princip fanns bara undantag för återförvisningsutslag. Genom 1915 års fullföljdslagstiftning genomgick denna princip dock stora förändringar, huvudsakligast genom att summa revisibilis upptogs i den Svenska rätten. 